# ITunes Festival: London 2007
iTunes Festival: London 2007 este un disc EP lansat de cântăreața engleză Amy Winehouse în anul 2007. Materialul conține opt dintre piesele incluse pe albumul Back to Black (2006), înregistrate într-o versiune acustică.

## Ordinea pieselor pe disc
1. „Tears Dry On Their Own” — 3:20
2. „Back to Black” — 4:07
3. „Love Is a Losing Game” — 2:31
4. „Rehab” — 3:45
5. „Me & Mr. Jones” — 2:50
6. „You Know I'm No Good” — 4:23
7. „He Can Only Hold Her” — 3:11
8. „Monkey Man” — 3:08